# Рейд на Картахену
Рейд на Картахену (фр. Expédition de Carthagène) — экспедиция французского флота по захвату испанского города Картахена де Индиас (современная Колумбия), предпринятая весной 1697 года в конце Войны Аугсбургской лиги.
Эскадра по захвату Картахены вышла из Бреста 7 января 1697 года под начальством капитана Пуантиса. Её целью была внезапная атака Картахены и захват в ней испанского «Серебряного флота». Эскадра состояла из 7 линейных кораблей, 4 фрегатов, нескольких мелких и мортирных судов с отрядом в 2780 человек. В Вест-Индии к эскадре присоединились 7 корсарских судов с флибустьерами и неграми под командованием губернатора Санто-Доминго Дюкасса. Объединённый отряд появился перед Картахеной 13 апреля.
Остров, на котором расположился город, вследствие скалистости, мелководья и постоянного прибоя совершенно был недоступен для высадки с моря, а учитывая малую дальнобойность артиллерии того времени — и для обстрела. Огромный рейд Картахены, отделенный от моря цепью островов, имел только один узкий вход, Бока-Чика. Остальные были блокированы мелями и подводными камнями. Этот вход был защищен двумя фортами и батареей. Чтобы добраться до города, надо было войти ещё и на внутренний рейд, защищенный также 2 фортами.
2 дня у французов ушло на рекогносцировку подходов, и 15 апреля Пуантис подошел к Бока-Чика. Немедленно были высажены войска и проведена атака входных фортов, которые в этот момент были в очень плохом состоянии с малочисленным гарнизоном. Испанцы оказали самое ничтожное сопротивление и на следующий день капитулировали. Уже 20 апреля французы добрались до города, и после первого же штурма губернатор сдал его.
Так как французы со своими малыми силами не питали надежды разрушить город, а Пуантис получил известие, что на Барбадос пришла английская эскадра из 27 кораблей под командованием адмирала Невилля, посланная за ним вдогонку из Европы, то он разрушил укрепления, орудия с них погрузил на свои корабли, взял с жителей Картахены огромную контрибуцию деньгами и товарами и 1 июня вышел в море.
Вследствие плохого климата на его судах была масса больных. 6 июня французы встретились с эскадрой Невилля, но им удалось скрыться в ту же ночь.
29 августа эскадра благополучно добралась до Бреста.